# روبرتو بونانو
روبرتو بونانو (انگلیسی: Roberto Bonnano؛ زادهٔ ۱۶ مارس ۱۹۳۸) بازیکن فوتبال اهل آرژانتین است.
از باشگاه‌هایی که در آن بازی کرده‌است می‌توان به باشگاه فوتبال ولز سارسفیلد اشاره کرد.